# Beaumont (Mississipi)
Beaumont és una població dels Estats Units a l'estat de Mississipi. Segons el cens del 2000 tenia 977 habitants.

## Demografia
Segons el cens del 2000, Beaumont tenia 977 habitants, 387 habitatges, i 270 famílies. La densitat de població era de 108,4 habitants per km².
Dels 387 habitatges en un 33,9% hi vivien nens de menys de 18 anys, en un 44,2% hi vivien parelles casades, en un 22,2% dones solteres, i en un 30,2% no eren unitats familiars. En el 28,4% dels habitatges hi vivien persones soles el 10,9% de les quals corresponia a persones de 65 anys o més que vivien soles. El nombre mitjà de persones vivint en cada habitatge era de 2,52 i el nombre mitjà de persones que vivien en cada família era de 3,09.
Per edats la població es repartia de la següent manera: un 28,9% tenia menys de 18 anys, un 8,3% entre 18 i 24, un 29,3% entre 25 i 44, un 21,6% de 45 a 60 i un 12% 65 anys o més.
L'edat mediana era de 33 anys. Per cada 100 dones de 18 o més anys hi havia 83,9 homes.
La renda mediana per habitatge era de 20.147 $ i la renda mediana per família de 24.250 $. Els homes tenien una renda mediana de 30.250 $ mentre que les dones 17.083 $. La renda per capita de la població era de 9.601 $. Entorn del 32,4% de les famílies i el 35,4% de la població estaven per davall del llindar de pobresa.

## Poblacions més properes
El següent diagrama mostra les poblacions més properes.